# بازیت
بازیت (به انگلیسی: Bazzite) یک کانی بسیار کمیاب است که از خانوادهٔ بریل‌ها محسوب می‌شود و ترکیب اصلی آن شامل بریلیوم، اسکاندیم و سیلیکات است. فرمول شیمیایی بازیت معمولاً به‌شکل Be₃(Sc,Fe,Y)₂Si₆O₁₈ نوشته می‌شود. این کانی به‌طور معمول در سنگ‌های پگماتیتی یا آذرین قلیایی یافت می‌شود و رنگ آن آبی روشن تا آبی مایل به خاکستری است. از نظر ساختار بلوری، بازیت همانند بریل‌ها ساختار شش‌گوش دارد. وجود عنصر نادر اسکاندیم در ساختار آن باعث شده که برای پژوهش‌های زمین‌شناسی و کانی‌شناسی ارزشمند باشد، اما به‌دلیل کمیابی بسیار زیاد، استفادهٔ صنعتی یا اقتصادی قابل‌توجهی ندارد. بازیت برای نخستین بار در ناحیه‌ای در باوِنو، ایتالیا توصیف شد. نام آن برگرفته از نام کاشفش، مهندس ایتالیایی آلساندرو اِ. بازّی است.
بازیت با فرمول شیمیایی Be3Sc2Si6O18 از مجموعه کانی هاست و اولین بار توسط بازی ایتالیایی کشف شده. در هیدروفلوئوریک اسید حل می‌شود. BeO:۱۳٫۹۶٪  Al2O3:۱۸٫۹۷٪  SiO2:۶۷٫۰۷٪ و ادخال های OH,Cs,Li,Na,Mg,Mn,Fe,Ca,Cr. برای اولین بار در سوئیس کشف شد و از نظر شکل بلور، به‌صورت منشوری و به‌ندرت به شکل قرصی دیده می‌شود. رنگ آن از بی‌رنگ تا قرمز، سیاه، سیاه جواهری، سبز تیره، صورتی و آبی تیره متغیر است. از نظر شفافیت، ممکن است شفاف یا نیمه‌کدر باشد. شکستگی آن صدفی یا نامنظم است و جلای آن شیشه‌ای یا صدفی توصیف می‌شود. رخ آن ناقص یا مطابق با سطح است. سیستم تبلور این کانی شش‌گوش است و در رده‌بندی سیلیکات قرار دارد. خاصیت مغناطیسی ندارد و منشأ تشکیل آن پگماتیتی، آب‌گرمایی، پنوماتولیتی و دگرگونی است.
همایند کانی‌شناسی (پاراژنز) باززیت شامل سختی، چگالی، اشعه X، خواص نوری و واکنش‌های شیمیایی با آپاتیت، تورمالین، توپاز، اورتوز، کوارتز، تورمالین، توپاز و کاسیتریت است. از نظر ژیزمان، به‌صورت بلوری، آگرگات دانه‌ای، فشرده یا شعاعی دیده می‌شود. این کانی کمیاب است و در پگماتیت‌های تیپ آلپی در سوئیس، ایتالیا و روسیه یافت می‌شود.
تشخیص بازیت از بریل آبی دشوار است.

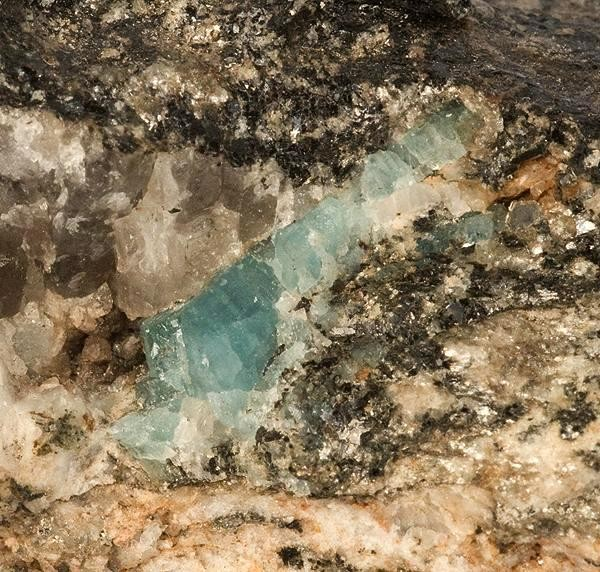
رگه بازیت

در حفره‌های میارولیتی در گرانیت، در رگه‌های آلپی و در پگماتیت‌های گرانیتی دارای اسکاندیوم یافت می‌شود. این کانی همراه با کوارتز، اورتوکلاز، ماسکویت، لومونتیت، آلبیت، هماتیت، کلسیت، کلریت، فلوریت، بریل و باونیت دیده می‌شود.